# Lill-Rammsjön
Lill-Rammsjön är en sjö i Ånge kommun i Medelpad och ingår i Ljungans huvudavrinningsområde.